# Lionel Trilling
Lionel Trilling (né le 4 juillet 1905 et mort le 5 novembre 1975 à New York) est un critique littéraire américain, un auteur et professeur à l'université Columbia. Il travailla à la Partisan Review dès 1937. Ses positions politiques ont varié et sont sujettes à débat, son essai The Liberal Imagination eut un grand retentissement dans le milieu intellectuel américain. 